# Brachystoma simile
Brachystoma simile är en tvåvingeart som beskrevs av Smith 1969. Brachystoma simile ingår i släktet Brachystoma och familjen Brachystomatidae. Inga underarter finns listade i Catalogue of Life.